# Nissage Saget
Pour les articles homonymes, voir Saget.
Jean-Nicolas Nissage Saget (né le 20 septembre 1810 à Saint-Marc - mort le 7 avril 1880 à Port-au-Prince) est un homme militaire et politique haïtien qui fut président de la République de 1869, chute de Sylvain Salnave, à 1874.
Militaire de profession, il a une carrière mitigée sous le Second Empire puis participe activement à la vie politique sous la République geffrardienne et soutient la politique du président Fabre Geffrard, dont il devient le principal conseiller. Après la démission de Geffrard le 13 mars 1867, il fut désigné président de la République à titre provisoire. Il fut rapidement écarté du pouvoir tout comme le reste de la classe politique geffrardiste, après le coup d'État de Sylvain Salnave.
Sous la dictature salnaviste, il dirige l'opposition républicaine et commande les armées insurgées lors de la guerre civile contre le pouvoir salnaviste de Port-au-Prince. En 1868, la rébellion s'étend au Nord et au Sud de l'île. Salnave tente d'écraser l'insurrection mais doit reculer avant de se retrancher dans la capitale. Les rebelles assiègent la ville puis la bombardent notamment à l'aide de « La Terreur », un navire de la marine de guerre haïtienne tombé entre leurs mains. Lors de ce bombardement le palais présidentiel fut détruit. Après la chute de Salnave, Saget rétablit la paix, instaure la Quatrième République, et se fait élire président de la République le 19 mars 1870 pour un mandat de quatre ans.
Sous son mandat, il mène une politique progressiste et met en place la doctrine de l'« anti-plainisme », qui désigne une politique de reconstruction sociale et un non-interventionnisme. Refusant de briguer un second mandat, il quitte le pouvoir en 1874. À sa mort en 1880, il reçoit de la part du président Lysius Salomon, des funérailles nationales.

## Début de carrière
Saget rejoint l'armée et commence une carrière d'officier, au cours de laquelle il deviendra commandant des unités de l'armée de Léogâne. Pendant le règne de l'empereur Faustin Soulouque (1847-1859) il fut emprisonné pendant dix ans jusqu'à la chute de l'Empire. Il fut libéré par le successeur de Soulouque, le président de la République Fabre Geffrard. Saget revint à son ancien poste de commandant à Léogâne. Il devint ensuite sénateur. Saget est apprécié du peuple, c'est pour cela qu'il va plus-tard obtenir le surnom de « Grand-père du petit peuple » puis « Grand-père de la nation ».
Il s'est marié civilement avec Marie Louise Augustine Portier, le 16 mai 1837.

## Coup d'État salnaviste

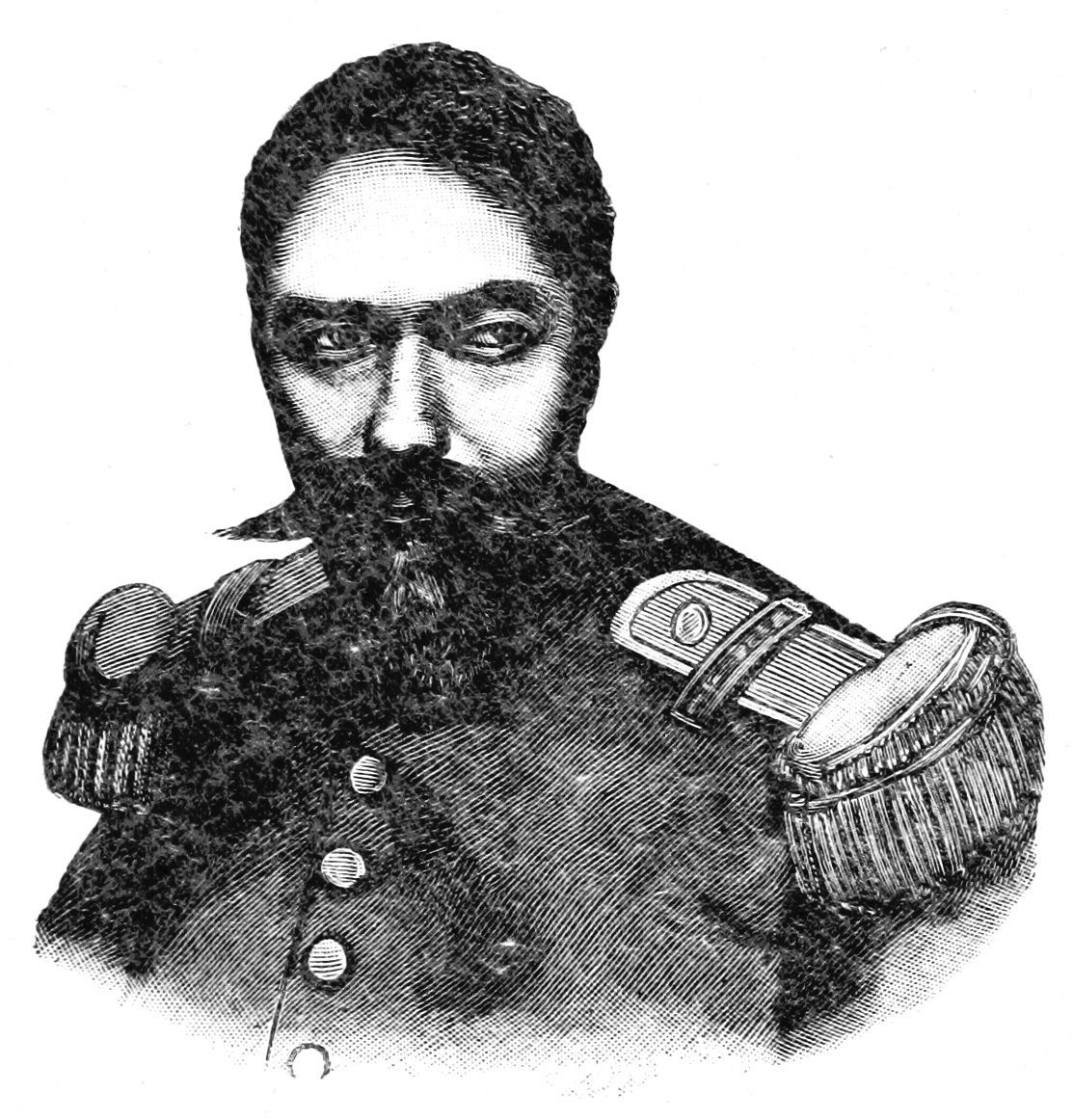
Le général Sylvain Salnave.

Le 13 mars 1867, Geffrard démissionne et laisse le pouvoir au sénat. Saget tente de mettre en place un nouveau gouvernement républicain. Mais dès le départ de Geffrard, le pays sombre dans la guerre civile. Le général Sylvain Salnave renverse le gouvernement de Saget le 4 mai 1867 et s'installe au pouvoir avec le titre de « protecteur de la République ». Saget se réfugie dans le Nord du pays et appel ses partisans ainsi que ceux opposés à Salnave, à s'unir à lui pour mettre fin à la dictature.
Décrit comme un anti-bourgeois par les manuels d'histoire haïtiens, Salnave mène une politique sévère à l'égard des possédants, leur imposant des taxes destinées à améliorer le sort de la population et demandant aux commerçants de faire baisser les prix des produits de première nécessité. La bourgeoisie se révolte. Salnave ordonne alors de construire des magasins d'État, qui existent encore de nos jours. Cet acte le fait considérer comme le premier dirigeant socialiste des Caraïbes. Il engagea aussi de grandes dépenses pour moderniser la flotte militaire, ce qui contribua à affaiblir l'économie du pays et à appauvrir la population.

## Guerre civile
Menée par les rivaux de Salnave, parmi lesquels Nissage Saget, la rébellion se poursuit contre la dictature. En 1868, elle s'étend au nord et au sud de l'île. Salnave tente d'écraser l'insurrection mais doit reculer avant de se retrancher à Port-au-Prince. Les rebelles assiègent la ville puis la bombardent notamment à l'aide de « La Terreur », un navire de la marine de guerre haïtienne tombé entre leurs mains. Lors de ce bombardement le palais présidentiel fut détruit. Le 19 décembre 1869, Salnave réussit à s'échapper avec un bataillon de mille hommes en direction de Pétionville. Il décide ensuite de gagner la République dominicaine pour obtenir l'aide du président Buenaventura Báez. Mais il est capturé par le général Cabral le 10 janvier 1870 et livré à Saget. De retour à Port-au-Prince, Salnave est jugé par une cour martiale pour massacres et trahison, puis condamné à mort. Il est exécuté sur le champ, le 15 janvier 1870.

## Président de la République

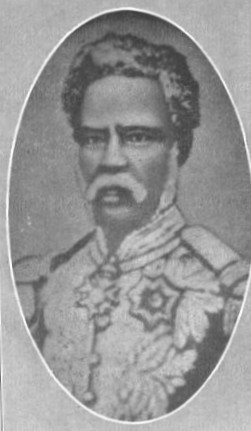
Le président Saget.

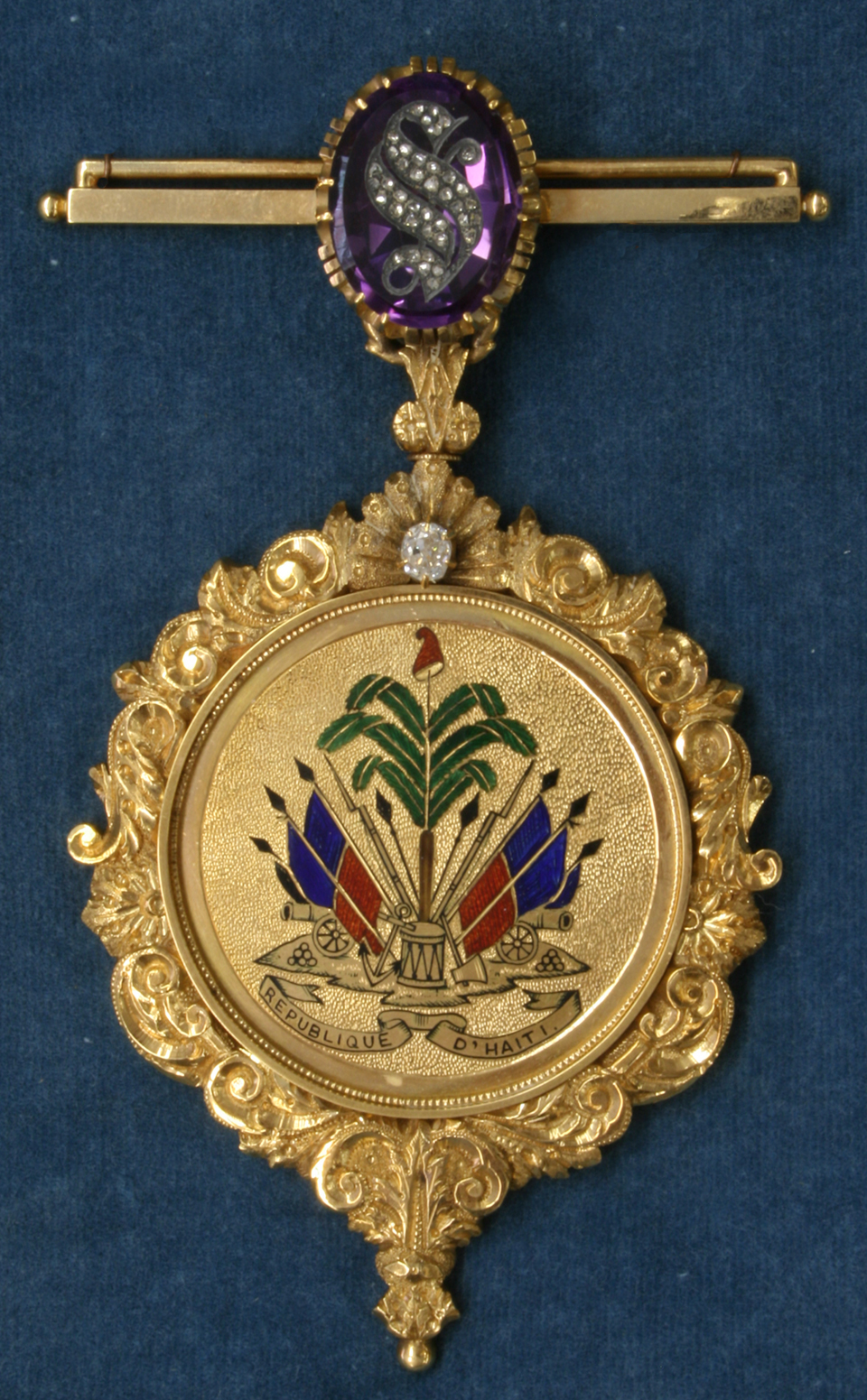
Médaille d'honneur de la République, sous la présidence de Saget.

Saget fut le premier président de la république d'Haïti à mener son mandat jusqu'à son terme, du 27 décembre 1869 au 13 mai 1874. Il se retira ensuite volontairement de la vie politique. Après avoir été propulsé à la tête de l'État, Saget procède au procès de Salnave. Celui-ci est condamné à la peine de mort et fusillé le 15 janvier 1870 devant les ruines de son palais. Lors de son investiture, Saget prononce un discours devant les sénateurs : « Contrairement à Salnave, je ne me nomme pas protecteur de la République, président à vie, dictateur, empereur ». Le 19 mars 1870, soutenu par l'Assemblée nationale à Port-au-Prince, Saget devient officiellement président de la République pour une durée de quatre ans.
Il a assumé la présidence constitutionnelle d'Haïti pour une période de quatre ans. Il fut le premier président d'Haïti à remplir son mandat jusqu'à la fin du 27 décembre 1869 au 13 mai 1874. Puis il s'est volontairement retiré de la politique.
L’une des premières mesures prises par son gouvernement a été le remplacement des billets de cinq gourdes par le visage du président Sylvain Salnave , récemment exécuté, par l’un des mouvements qui l’avaient porté au pouvoir. Ensuite, une loi du 15 juin interdisait l’émission de papier-monnaie et à partir de ce moment, les dollars d’un emprunt obtenu avaient été la seule monnaie légale jusqu’à la réforme monétaire du gouvernement de Louis Salomon dans les années quatre-vingt.
Le mandat de Nissage expirait le 15 mai 1874, mais la dissidence entre les membres du Sénat empêchant l'élection de son successeur, il fut donc invité à continuer d'exercer ses fonctions jusqu'à ce que la situation soit résolue. Nissage a fait valoir que cette extension violait la Constitution et que, le 16, il a démissionné, confiant au général Michel Domingue le siège de l'armée, qui exerçait la première magistrature le 11 juin. À la fin de son mandat, le 11 juin 1874, le général Michel Domingue, allié politique de Saget, est élu à la présidence d'Haïti.
Saget meurt le 7 avril 1880 dans sa ville natale de Saint-Marc dans le département de l'Artibonite.